# Protepicorsia maculifera
Protepicorsia maculifera là một loài bướm đêm trong họ Crambidae.